# موتورولا فليب أوت (موبايل)
موتورولا فليب أوت (بالإنجليزية: Motorola Flipout)‏ هو هاتف ذكي من موتورولا يعمل بنظام أندرويد، تم طرحه في الأسواق في 17 أكتوبر 2010 (الولايات المتحدة) 
 16 يونيو 2010 (المملكة المتحدة).

## الخصائص
- نظام التشغيل: أندرويد
- الكاميرا الخلفية: 3.2 ميجابكسل
- الشاشة: 320 × 240
- الوزن: 120 غ (4.2 أونصة)
- المعالج: 720 ميجا هرتز